# MG-448

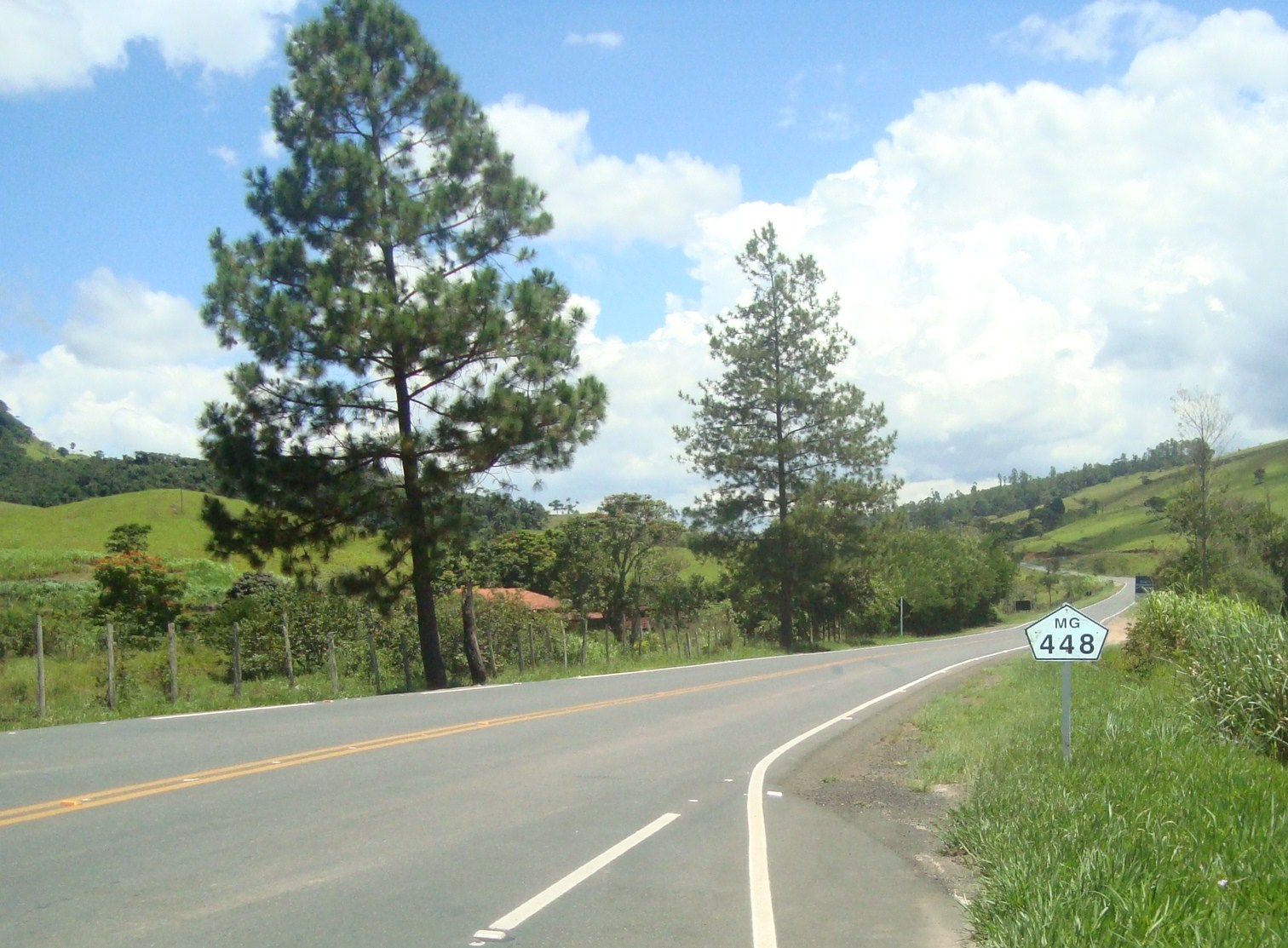
Trecho inicial da MG-448, junto ao entroncamento com as rodovias MGC-265 e MG-452, no município de Mercês.

A MG-448 é uma rodovia brasileira do estado de Minas Gerais que liga a Zona da Mata ao Campo das Vertentes. A rodovia começa no entroncamento com a MGC-265 e a MG-452, no município de Mercês, e termina na BR-040, no município de Barbacena. Ela tem 27,9 km de extensão e passa pelos municípios de Mercês, Santa Bárbara do Tugúrio e Barbacena, acompanhando o curso do rio Pomba.